# GlobalFoundries
GlobalFoundries Inc. – międzynarodowa firma zajmująca się kontraktowym projektowaniem i produkcją półprzewodników z siedzibą na Kajmanach i w miejscowości Malta (w USA). Firma powstała w marcu 2009 w wyniku sprzedaży działu produkcyjnego AMD. Do czasu IPO w październiku 2021 była własnością prywatną Mubadala Investment Company, państwowego funduszu majątkowego Zjednoczonych Emiratów Arabskich. Mubadala pozostaje większościowym właścicielem spółki, posiadając 82% udziałów.
Firma produkuje układy scalone na waflach krzemowych z przeznaczeniem na takie rynki jak telekomunikacja, motoryzacja, przemysł lotniczy i obronny oraz centra danych.
Od 2023 r. GlobalFoundries jest trzecim co do wielkości producentem foundry półprzewodników pod względem przychodów i jest jedyną firmą tego typu działającą w Singapurze, Unii Europejskiej (Drezno) i Stanach Zjednoczonych (Burlington i Malta).

## Fabrykiw eksploatacji
| Nazwa   | Rozmiar wafla krzemowego | Lokalizacja                                                       | Proces                           |
| ------- | ------------------------ | ----------------------------------------------------------------- | -------------------------------- |
| Fab 1   | 300 mm                   | Drezno, Niemcy                                                    | 55, 45, 40, 32, 28, 22 nm, 12 nm |
| Fab 2   | 200 mm                   | Woodlands, Singapur                                               | 600–350 nm                       |
| Fab 3/5 | 200 mm                   | Woodlands, Singapur                                               | 350–180 nm                       |
| Fab 3E  | 200 mm                   | Tampines, Singapur (2019: sprzedano VIS)                          | 180 nm                           |
| Fab 6   | 200 mm                   | Woodlands, Singapur (zmieniono na 300 mm i połączono z Fab 7)     | 180–110 nm                       |
| Fab 7   | 300 mm                   | Woodlands, Singapur                                               | 130–40 nm                        |
| Fab 8   | 300 mm                   | Malta i Stillwater, Saratoga County, Nowy Jork, Stany Zjednoczone | 28, 20, 14 nm                    |
| Fab 9   | 200 mm                   | Essex Junction, Vermont, Stany Zjednoczone                        | 350–90 nm                        |

## Technologie procesów
Proces FD-SOI 22 nm firmy GlobalFoundries opiera się na technologii STMicroelectronics. Później firma STMicroelectronics podpisała z Samsungiem umowę o zaopatrzeniu i licencjonowaniu tej samej technologii.
Proces technologiczny 14 nm firmy GlobalFoundries opiera się na technologii Samsung Electronics. Węzły FinFET 12 nm firmy GlobalFoundries bazują na 14-nm węźle firmy Samsung Proces nm 14LPP.